# Wedge Tomb von Scrahanard

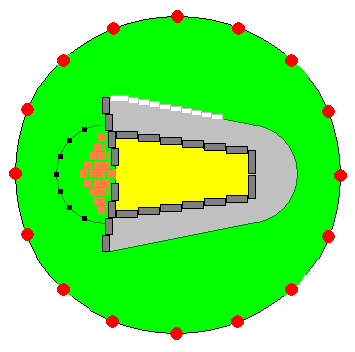
Idealtypisches Wedge Tomb Island (Co. Cork)

Das Wedge Tomb von Scrahanard liegt im gleichnamigen Townland (irisch An Screathan Ard, dt. „der hohe Geröllhang“) auf einer kleinen Plattform, am Hang mit Blick auf den Fluss Laney, nordwestlich von Macroom im County Cork in Irland. Ein Menhir liegt 10,0 m westlich und ein Cairn 35,0 m nördlich. Wedge Tombs (deutsch „Keilgräber“), früher auch „wedge-shaped gallery grave“ genannt, sind doppelwandige, ganglose, mehrheitlich ungegliederte Megalithbauten der späten Jungsteinzeit und der frühen Bronzezeit.
Der massive Deckstein von 2,4 × 2,1 m liegt auf zwei grazilen seitlichen Tragsteinen im Norden (1,0 × 0,1 × 0,5 m und 0,85 × 0,2 m × 0,7 m) und zwei ebensolchen im Süden (0,95 × 0,2 m × 0,5 m und 0,45 × 0,1 × 0,3 m). Der Endstein ist 0,95 m hoch, 1,7 m breit und 0,3 m dick. Zwei Steine der Außenmauer und ein möglicher Stützstein liegen an der Nordseite. Der umgebende Cairn ist im Westen in eine Feldgrenze integriert. 
Auf der Innenseite der Rückwand und auf dem Seitenstein daneben befinden sich Dekorationen. Alter und Art dieser Merkmale sind unsicher, aber wahrscheinlich stammen sie aus dem letzten Jahrhundert. 
Etwa 200 m südlich liegen die Wedge Tombs von Lackaduv.